# Zoo Ljubljana
Koordinaten: 46° 3′ 11″ N, 14° 28′ 20″ O

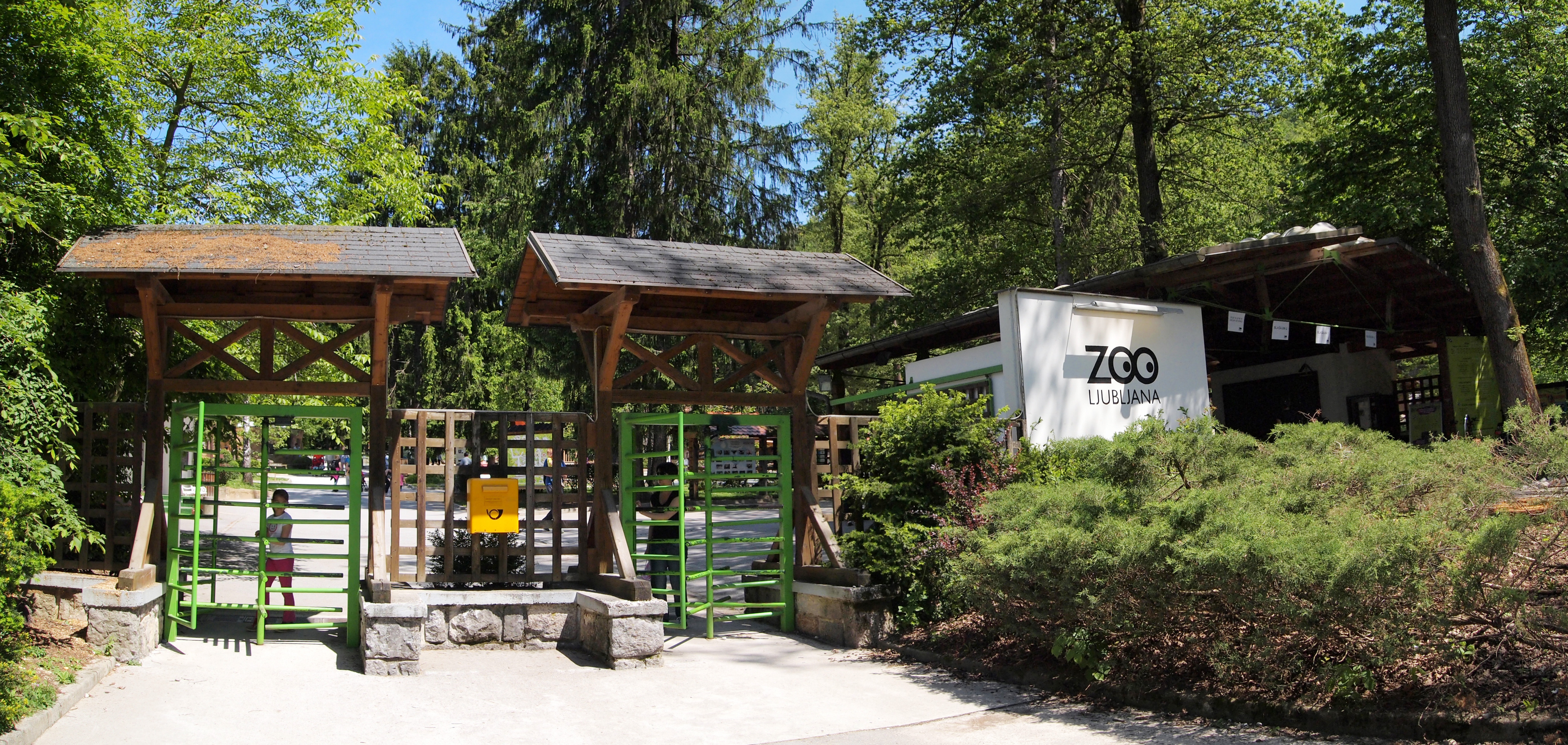
Ausgang des Zoos, rechts im Hintergrund der Eingang

Der Zoo Ljubljana ist der im Jahr 1949 gegründete städtische Zoo in der slowenischen Hauptstadt Ljubljana.
Der Zoo befindet sich in einem Waldstück etwa zwei Kilometer von der Innenstadt entfernt. Die Grundfläche von 20 Hektar befindet sich an einem Hang, die Wege im Zoo weisen bis zu 20 % Gefälle auf. Der nur über die steilen Wege erreichbare obere Teil des Tierparks ist (Stand 2018) im Umbau und deshalb teilweise nicht zugänglich. In diesem Teil des Zoos befinden sich laut Plan des Zoos Gehege für Uhu, Elch, Rentier, Mufflon und Gänsegeier.
Im unteren flachen Teil sind Gehege für Tiere aus Afrika (Giraffe, Strauß, Zebra), Asien (Elefant, Trampeltier, Kleiner Panda), Südamerika (Guanako, Mara, Nandu) und Australien (Wallaby, Emu). Unmittelbar hinter dem Eingang befindet sich ein slowenischer Bauernhof mit Haustieren der Region, daneben sind die Gehege für Totenkopfäffchen, Erdmännchen und Kalifornische Seelöwen. Im Übergang zum Hang sind Tiger, Leopard, Gepard und Schimpansen untergebracht. Bergauf sind dann Braunbär, Wolf, Luchs und Steinbock zu sehen.
Der Zoo beherbergt laut Inventur vom 31. Dezember 2015 etwa vierhundert Säugetiere, Vögel und Reptilien aus 88 Arten. Im Bauernhof sind auch Insekten zu sehen, deren Anzahl die Zahl der größeren Tiere deutlich übersteigt.
Erreichbar ist der Zoo mit einer städtischen Buslinie. Die jährliche Besucherzahl liegt bei 300.000 Personen.